# 都留泰作
都留 泰作（つる だいさく、1968年 - ）は、日本の文化人類学者、漫画家。京都府在住。

## 経歴
1968年に岡山県で生まれた。桐蔭学園高等学校卒業、名古屋大学理学部生物学科卒業、京都大学大学院理学研究科動物学専攻博士課程単位取得退学。理学博士。2003年富山大学人文学部助教授。2010年京都精華大学マンガ学部准教授として採用された後、同学部教授に就任。主な研究対象はアフリカ民族文化。カメルーンなどでバカ・ピグミーを対象とした調査研究を行った。
2003年秋に講談社の漫画雑誌『月刊アフタヌーン』における四季賞で応募作品が佳作を受賞し、漫画家としてのキャリアを開始させた。2006年より同誌で、大学院時代の沖縄でのフィールドワークの経験を基にしたSF作品『ナチュン』を連載した。2013年末より『ビッグコミックスペリオール』にて、同じく沖縄を舞台とするSF作品『ムシヌユン』を連載。2020年より歴史ファンタジー作品『竜女戦記』の刊行を開始。同作で「このマンガがすごい！2021」のオトコ編では第5位、「THE BEST MANGA 2021 このマンガを読め！」では第7位を獲得。
文化人類学の観点から漫画やエンタメ全般を分析した著書『＜面白さ＞の研究』や、知的障害者や自閉症者にもやさしく読める「LLマンガ」の企画も手掛けている。

## 漫画
- ナチュン（月刊アフタヌーン連載、講談社、全6巻、2007年-2010年）[2]
- ムシヌユン（ビッグコミックスペリオール連載、小学館、全6巻、2013年-2018年）
- 竜女戦記（コミックス書き下ろし、平凡社、既刊6巻、2020年-）[1]
- ういちの島（くらげバンチ連載、新潮社、既刊4巻、2023年-）

## 著書
| タイトル                                                  | 著者 | 出版社             | 発売日 | ISBN                   |
| 『講座・生態人類学2 森と人の共存世界』                    | 共著 | 京都大学学術出版会 | 2001年 | ISBN 978-4-87698-326-1 |
| 『＜面白さ＞の研究 世界観エンタメはなぜブームを生むのか』 | 単著 | KADOKAWA           | 2015年 | ISBN 978-4-04-102753-0 |

## イラスト
- 続ひとりぼっちの海外調査（水野一晴著、2005年、文芸社）（挿絵）ISBN 978-4-286-00529-4